# مشرف (وظيفة)
المشرف هو من يقوم بالاشراف عن العمل وطن مسؤوليات والاشياء والترتيب والمشرف هو فقط يشرف عن الاشياء للمسؤوليه في العمل ولا يستطيع تغيير مجراها مثل القانونيه والرسميه المشرف لا يستطيع اعطاء القانونيه للعمل حرفيا لان القانونيه هي الشيء المحدد ويكون بعد تحديد وتصريح ام الاشراف فقط وليشف ويعطي الاوامر على العمال الذين تحتها في الرتبه
1. ↑  فيلالى، أنيس (2024). "شات جي بي تي 3.5 والإبداع الأدبي". رفوف: 535. DOI:10.37163/2031-012-002-030.